# Souarekh
Souarekh (în arabă السوارخ) este o comună din provincia El Tarf, Algeria.
Populația comunei este de 8.173 de locuitori (2008).